# František Jursa

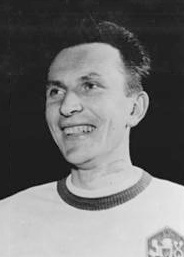
František Jursa (1961)

František Jursa (* 1. Mai 1933 in Brno; † 28. Dezember 2022 ebenda) war ein tschechoslowakischer Radrennfahrer und nationaler Meister im Radsport.

## Sportliche Laufbahn
Jursa war Teilnehmer der Olympischen Sommerspiele 1956 in Melbourne. Bei den Spielen schied er im olympischen Straßenrennen beim Sieg von Ercole Baldini aus. Die tschechoslowakische Mannschaft kam nicht in die Mannschaftswertung.
Auch in den Wettbewerben des Bahnradsports war er vertreten. In der Mannschaftsverfolgung wurde sein Vierer mit Jiří Opavský, Jiří Nouza und Jaroslav Cihlář auf dem 5. Rang klassiert.
1957 gewann er die nationale Meisterschaft im Querfeldeinrennen vor Kamil Huňáček. 1958, 1959 und 1960 wurde er jeweils Vize-Meister.
1960 gewann er das Rennen Košice–Tatry–Košice, das als Auswahlrennen für die Bildung der Nationalmannschaft für die Internationale Friedensfahrt deklariert war. 1961 nahm er dann an dem Etappenrennen teil und belegte den 37. Rang in der Gesamtwertung. Er startete für den Verein „ÚDA Prag“.